# キートン山田
キートン 山田（キートン やまだ、1945年〈昭和20年〉10月25日 - ）は、日本の元声優、俳優、ナレーター。北海道空知郡北村（現在の岩見沢市）出身。本名および旧芸名は山田 俊司（やまだ しゅんじ）。最終所属はリマックス。

## 経歴

### 声優・俳優になるまで
1945年、北海道空知郡北村（現在の岩見沢市）で誕生し、4歳で養子になり勇払郡穂別町（現在のむかわ町）に引っ越す。一時生家に戻った後、中学3年生で三笠市に移住。
子供の頃は無口で、人と話すのが苦手で思ったことを口に出せないタイプだった。
1963年に北海道三笠高等学校卒業後、就職のため上京、建設会社に就職しサラリーマン生活を始める。しかし、前述の性格から、会社に入社後、お得意さんと会うのも、人とのコミュニケーションも苦手だった。その時に「一生この会社にいるのかな？」と思い、「ほかに何か自分に向いている道があるのでは」と半年くらい考えていたという。同時に「劇団員募集」の広告を見つけて、憧れだった俳優も目指して日本児童芸能学園を経て、劇団日本児童に入る。子供の頃に映画を観て「面白いな」と思っていたことはあったが、「役者になるんだ」という強い意志は持っていなかったという。もしそこで入団オーディションに落選していたら、断念していたと語っている。当時は積極性がなく、どきどきしながら応募しており入団OKの返事がきていたところまたどきどきしていたため結果、「入団しても何もできない。でも1年間は通う」と決める。
1年でその劇団を退団したが、先輩の紹介で所属していた劇団ではCMの仕事が次々に舞い込んでいた。インスタントラーメンやビール、全国展開していた大手小売チェーンのCMにも出演しており、当時の4畳半の家賃が1か月4500円だったが、CM出演料は6000円だった。
サラリーマンと俳優の掛け持ちを4年間続けた後、22歳くらいの時に退職して役者に専念するようになる。それまで昼間は会社、夜は劇団という生活を続けてきたという。しかし劇団の公演があると夜だけの活動というわけにはいけず、その時は会社を休んだり、誰かに仕事を代わってもらったりしていたという。そういうことも次第にしづらくなっていたため、思い切って退職したという。親にはものすごく猛反対され、黙って会社を退職しまっていたため、僕を連れ戻すために伯父が上京してきたくらいだったという。しかし辞める気はなく、夢に破れて地元に帰って「ほら見たことか」と言われるのが悔しく、「とにかく一人前の役者になろう」と余計にのめり込んでいたという。

### キャリア
アルバイトをしながら役者生活をしていた中、アルバイト先のスナックの店主と知り合いで常連だった柴田秀勝から「声専門のプロダクションができるから」と紹介され、創立したばかりの青二プロダクションに預かりで所属となった。所属事務所はその後、ぷろだくしょんバオバブ→賢プロダクション→リマックスと変遷。バオバブ所属者の劇団であるすごろくにも所属していた。第二次アニメブームの昭和50年代（1970年代後半から1980年代前半）には声優業が中心になり、一番ファンの人に知られたのは『ゲッターロボ』の神隼人の役だと雑誌のインタビューで答えている。その後、青二プロダクションを退所し、アニメブームの終息と共に声優の仕事もなくなり、妻からも転職を促され、安全なサラリーマン生活に戻ろうかとも考えたこともあった。生活のために日雇いのバイトや封筒貼りの内職などをしたが、それでも3人の子供を養いながらローン返済をすることは難しかったため、事務所や親族から借金をしていた。また、電車賃を浮かすために当時住んでいた千葉県松戸市からスタジオのある浅草まで、徒歩で移動していたこともあった。「カラオケの司会の仕事が一番つらかった。食べていくためには何でもやった。勉強になり無駄になってない」と辛かった当時のことを回想している。
デビューから10数年間は本名の山田俊司で出演していたが、声優の仕事がほぼなくなっていた時期に1時間番組のナレーションの仕事を受けた際に、「本格的なナレーションの経験はないが、ありのままの自分で仕事に臨む」という思いのもと、改名を決意。当初はプロダクションから「仕事に影響する」との理由で反対を受けたが、アルバイトや内職を全て辞め背水の陣を敷き裸一貫出直す覚悟で1983年に芸名を「キートン山田」に改名。芸名の由来は、当時読んだ本の影響で喜劇役者のバスター・キートンに肖ったもの。その一方で、学生のころに「聞いとんのか、山田!」と先生から何度も注意されたのが印象的で、「聞いとんのか山田」を縮めてこの芸名にしたとも語っている。名前からは、「誰も二枚目風の演技を想像しない」と思うことも狙いだったと述べている。本人いわく、ナレーターの道を歩み始めたのはこの時から。
1990年には、『ちびまる子ちゃん』のナレーションを担当。当初は番宣だけで、本編は別のナレーターが担当する予定だった。しかし、原作者のさくらももこは、ナレーターのキャスティングには納得がいっておらず選考は難航していた。そんな中、山田が番宣を吹き込んだテープが当時ニューヨークにいたさくらの元に送られ、「この声としゃべりが欲しかった」ということで本編も担当することになった。本作でのナレーションが「キートン節」と呼ばれ代名詞となり、代表作に数えられるようになる。
声優活動の傍ら、1995年に創設した自らの劇団「劇団ふりぃすたいる」も主宰した。きっかけは、自身が講師を務める声優養成所で在校期間2年で卒業する生徒たちが、どこにも所属することができず、過去の自分の経験もあって何とかしたいという気持ちが膨らみ、生徒たちの中から団員を募り結成された。ふりぃすたいるは創立20周年記念公演を終えた2015年5月をもって解散し、同年7月3日にマンモス八木と2人で「きぃとん劇場」を創立した。
若いころから「できれば東京に住みたくない」という気持ちが強く、1999年には静岡県伊東市に家を構えて生活しており、仕事の度に東京などへ出かけている。2006年頃から伊東市に住み始めて農作業をしている。農作業の当初は岩だらけで畑になるような土地ではなかったため、土を作るところからしていたという。
芸能活動以外にも、株式会社ペルソンが依頼代理となって講演活動も行っていた。

### 引退まで
2014年、第8回声優アワード「功労賞」を受賞。
2020年12月5日、2021年3月末日をもって声優業から引退することを発表。同時に、『ちびまる子ちゃん』のナレーションも本人の申し出から2021年3月28日放送回で降板した。放送開始から31年だが、1992年9月から2年半は番組自体を中断していたので、担当期間は28年半である。なお、同作品で共演するさくらももこ（まる子）役のTARAKOは発表される前から引退することを本人から聞いていたとTwitterにて明かしている。『ちびまる子ちゃん』の降板については「75歳で『ちびまる子ちゃん』を卒業すると心の中で決めていた」と語っている。2011年頃の65歳の時に同級生が定年を迎える年齢になり全員引退したが、山田は1人残り「お前いつまでやるんだ」、「一生やれていいな」と言われていた。その時は、まだタイミングはなく、「自分はいつがいいのか」と考えていた。『ちびまる子ちゃん』が30周年を迎えたことや上京時は東京オリンピックが開催されたことから、「今回もオリンピックがあって区切りがいい」と思ったことや75歳になり、今後のことも考え、「人生の後片づけを元気なうちにしよう」と思ったのが理由だという。病気になり欠席が多くなったりすれば、周囲にも迷惑をかけてしまうことから「自分の生き方をしたい」というのがあった。引退まで10年かけてきたため、心残りや一抹の寂しさというのもなく、後悔はなかった。また、ナレーションを担当していた番組のうち、『ローカル路線バス乗り継ぎの旅』は2020年12月26日放送回をもって、『ポツンと一軒家』も2021年3月28日放送回をもってそれぞれ降板した。
引退後は以前からしていた野菜作りに本格的に励んでいる。

## 人物・エピソード
声種はバリトンからテノール。
元々主人公を周囲で支える脇役の演技に引かれていたという。二枚目役が来たら引き受けていたが、演じても「性に合わないな」と思っていたという。改名後、演技スタイルも変わり、周囲から何かを言われて演技を変えるのではなく、「自分らしさを貫こう、キートン山田としての芸風を押し通そう」と思ったという。
『超電磁ロボ コン・バトラーV』の浪花十三役など、クールでニヒルな感じの役を演じることも多かったが、自分では少しわからなかったという。ただし、クールな役を演じるのは、自分でも気に入っていた。普段はあんな話し方はしないことから、映画を見たりして、「クールな男はどういうふうにしゃべるか」と研究したりしていたという。
クールな悪役、アウトローの役など自分にないものをもっている役のほうが、演じて面白いという。自分にはもっていないものを想像し、その役の魅力を自分らしく表現するというところに惹かれているという。脇役のほうが、そういった表現したいものを出せる余地が多いため、演じていて楽しいと感じることが多いという。
ナレーションを務めることが多く、特にアニメだけではどんどん新人に役を取られ、いずれ干されることを懸念し、ナレーションもできる声優に絶対になることを望んでいた。それに伴い、「自分らしいナレーション」を確立させるべく、旅番組の中で落語を採り入れる。ナレーターの仕事を選んだきっかけは『ドロロンえん魔くん』で30秒の次回予告を担当したり、『ゲッターロボ』内で予告編も毎週担当していたからだった。その後、TBS系の『SFドラマ 猿の軍団』の出演時には「完全なナレーション担当」として呼ばれた。これも予告だったが、やっていくうちに「面白いな」という気持ちはあった。そのうちに先輩で番組のナレーションをしていた人物が出てくるようになり、「ああなれればいいな」という気持ちはあった。バラエティ番組のナレーションでも活躍していたが、改名してから半年後にテレビ東京の『テレビあっとランダム』に起用されたのがきっかけだった。ある人物がテープオーディションを聞いてそれのオファーが来た。その時に偶々その人物がカセットテープを開いていた時に名前が目立ったようで「ちょっと面白い名前がある。キートン山田」と聴いてみたところ「いいじゃないか！」と思ったという。『テレビあっとランダム』は、土曜21時からの放送の数時間前に収録に行ったが、当時はナレーションのやり方は習ってないことから大変だった。原稿は手書きだったことから、読みづらい字で、それをコピーして、数時間後に生放送で流れていた。間に合わない時は収録中に生でナレーションしていたことから相当鍛えられていた。それがナレーター仕事の最初だったことから、きつかったという。
初めてのレギュラーアニメ『一休さん』の上様こと将軍足利義満は、約7年かなり自由奔放に演じられた作品で、様々なアドリブにも挑戦できたという。「『一休さん』のおかげで、少しだけアニメの仕事に自信が持てた」とも語っている。また将軍様の笑い声は、当初台本では「あっはっはっは……」と記述されていたが、外見や高貴な身分から不相応であったため、山田が「のっほっほっほっ…!」に差し替えた（中盤からは「のほほほほほ…」で概ね定着した）。
自身にとって転機となったのは『ちびまる子ちゃん』のナレーションだと述べている。キートン山田に改名してからは、自分らしい表現に試行錯誤していたが、その1つがナレーションだと語っている。できるだけ作らず自分らしくナレーションをしたらどうなるだろうとずっと考えたと言う。やはりどこかに無理をかけて作ったものは長続きできない、またそれまで色々な仕事を受けていたが、キートン山田として、ピッタリの仕事、代表作になるような仕事があるはずだと思っていたという。『ちびまる子ちゃん』の仕事が来た時「これだ」と感じ、決して無理をせず、しかし思いを込めたナレーションをするという望んでいた形の仕事ができたと述べている。『ちびまる子ちゃん』での台詞「後半へつづく」はCMに入る際にちょっとした間があったので、第25話「まるちゃん学校でお腹が痛くなる」の巻でアドリブで入れたところ、スタッフ・キャスト・作者に思いのほか受けて採用された。同作品では、基本的に演者のアドリブが認められていないため珍しいケースだが、場面切り替え時に「翌日」と入れたりイントネーションを工夫したりするなどしている。また、『ちびまる子ちゃん』ではナレーションだけではなく、本人役として登場したことが何度かある。
2006年10月、自分が講師を務めていた声優学校の学生として知り合った、当時29歳のストリートミュージシャンをしていた女性と再婚した。32歳差の年の差婚である。
趣味はマラソン。59歳の時にホノルルマラソンに初参加し、以降も5回参加・完走しており、他のマラソン大会にも多数出場している。
関東周辺に住む北海道三笠市出身者の集まり「東京三笠会」の会員である。「東京三笠会」が母体となり、三笠の文化・芸術・スポーツの振興を図るための活動を行う団体「ふるさと楽校」の代表代行を務めている。
その他の家族に6人の孫がいる。

## 後任
山田の引退後、持ち役を引き継いだのは以下の通り。
| 後任       | 役名                     | 作品                             | 後任の初出演                     | 備考     |
| ---------- | ------------------------ | -------------------------------- | -------------------------------- | -------- |
| 緒方賢一   | ナレーション             | 『ポツンと一軒家』               | 2021年4月4日放送分               |          |
| 木村匡也   | ナレーション             | 『ちびまる子ちゃん』             | 2021年4月4日放送分               | [ 注 1 ] |
| 津田健次郎 | ナレーション             | 『ローカル路線バス乗り継ぎの旅』 | 2021年6月5日放送分               |          |
| 宇垣秀成   | ジャマイカン・ダニンガン | 『機動戦士Ζガンダム』            | 『機動戦士ガンダム U.C. ENGAGE』 |          |

## 出演
太字はメインキャラクター。

### テレビアニメ
1970年
- タイガーマスク（1970年 - 1971年）
- もーれつア太郎（第1作）（八百屋、バカボンのパパ）

1971年
- アパッチ野球軍（1971年 - 1972年、オケラ）
- 国松さまのお通りだい（塩原）
- ゲゲゲの鬼太郎（第2作）（1971年 - 1972年）
- さるとびエッちゃん
- ルパン三世 (TV第1シリーズ)（1971年 - 1972年）

1972年
- 海のトリトン（ブルーダ、ヤドカリ）
- デビルマン（1972年 - 1973年、東大寺入郎、轟紀世彦〈第38話〉）
- マジンガーZ
- ムーミン（選手）

1973年
- キューティーハニー（1973年 - 1974年、パンサー団員、予告ナレーション）
- 荒野の少年イサム
- 侍ジャイアンツ（長島茂雄）
- ど根性ガエル（1973年 - 1974年）
- ドラえもん（日本テレビ版）
- ドロロンえん魔くん（1973年 - 1974年）
- バビル2世
- ミラクル少女リミットちゃん（一円、信子の父、教頭先生）
- 山ねずみロッキーチャック（コヨーテぼうやの父）
- ミクロイドS

1974年
- アルプスの少女ハイジ（デルフリ村の学校の先生）
- 宇宙戦艦ヤマト（1974年 - 1975年、加藤三郎）
- カリメロ
- 空手バカ一代
- グレートマジンガー（1974年 - 1975年、ミケーネス、飛田博士、怪鳥将軍バーダラー 他）
- ゲッターロボ（1974年 - 1975年、神隼人〈ハヤト〉、ガレリィ長官、ナレーション 他）
- はじめ人間ギャートルズ（1974年 - 1976年）
- 魔女っ子メグちゃん

1975年
- アラビアンナイト シンドバットの冒険（火の魔人）
- 一休さん（将軍さま / 足利義満、吾作）
- ゲッターロボG（1975年 - 1976年、神隼人〈ハヤト〉、ナレーション）
- 鋼鉄ジーグ（1975年 - 1976年、チビ、アマソ）
- 少年徳川家康（今川義元、納屋蕉庵）
- みつばちマーヤの冒険（ムカデ、衛兵、オトシブミのパパ）
- ラ・セーヌの星（モーツァルト）

1976年
- キャンディ・キャンディ（トム〈青年期〉）
- 母をたずねて三千里（モンタルド、男 他）
- 大空魔竜ガイキング（1976年 - 1977年、サコン・ゲン 他）
- 超電磁ロボ コン・バトラーV（1976年 - 1977年、浪花十三、ナレーション）
- マシンハヤブサ

1977年
- アローエンブレム グランプリの鷹（ウルフ、アナウンサー）
- ジェッターマルス（タバスコ長官、レッドスノーク、レッド、サム、月丘博士、黒丸博士 他）
- 女王陛下のプティアンジェ（ヒギンズ、ジャック、ポール）
- 超合体魔術ロボ ギンガイザー（鬼島、機関士、侍従）
- 元祖天才バカボン
- 若草のシャルロット（ルイ、ヤング、執事）
- ルパン三世 (TV第2シリーズ)（1977年 - 1980年）
- 惑星ロボ ダンガードA（1977年 - 1978年、喰吉、トニー・ハーケン）

1978年
- 宇宙魔神ダイケンゴー（1978年 - 1979年、ザムソン）
- SF西遊記スタージンガー（1978年 - 1979年、ブロッガー、ジラール、フォルス、ゴリオス、ブリッケ、ギルス）
- おれは鉄兵
- キャプテン・フューチャー
- 銀河鉄道999（鉄郎の父、ヌルー、機関車の声、シルクハットの男、兵士A、男A、警官、コンピューターの声）
- ピンク・レディー物語 栄光の天使たち
- 魔女っ子チックル（校長先生、レポーター、三原、巡査、マコのパパ）
- 無敵超人ザンボット3（男A）
- 無敵鋼人ダイターン3（ルーミス人A）

1979年
- 赤毛のアン（ジェリー・ブート〈代役〉）
- アニメーション紀行 マルコ・ポーロの冒険（宰相マヒンダ）
- サイボーグ009（1979年版）（1979年 - 1980年、004 / アルベルト・ハインリヒ）
- 日本名作童話シリーズ 赤い鳥のこころ「走れメロス」（セリヌンティウス）
- 花の子ルンルン（おじいちゃん）

1980年
- 宇宙大帝ゴッドシグマ（メサ長官）
- 釣りキチ三平（武将）
- 鉄腕アトム（第2作）（1980年 - 1981年、弦井、ゲジヒト、セールスマン、チック、ヘック・ベン）
- 伝説巨神イデオン（ヌージャン）
- ベルサイユのばら（アラン）
- 無敵ロボ トライダーG7（ズール、新六先生、校長）

1981年
- おはよう!スパンク
- 怪物くん（コンドル魔人、グロン）
- 家族ロビンソン漂流記 ふしぎな島のフローネ（シュワルツ）
- 新竹取物語 1000年女王（キザ、馬場所員）
- 新・ど根性ガエル（1981年 - 1982年）
- 最強ロボ ダイオージャ（ナルド）
- 太陽の牙ダグラム（マルック・アンドル）　

1982年
- 科学救助隊テクノボイジャー（係官A、管制官）※「山田俊司」名義
- ゲームセンターあらし（教頭、駅員、アナウンサー）
- 忍者マン一平
- フクちゃん
- 魔境伝説アクロバンチ（アルフォンツ、ジムニー大尉）
- 六神合体ゴッドマーズ

1983年
- キャプテン
- 銀河漂流バイファム（指揮官、中尉）
- 子鹿物語（ギャビィ）
- スペースコブラ
- 装甲騎兵ボトムズ（コニン、参謀A、スピーカーの声、副官A）
- 聖戦士ダンバイン（フラオン・エルフ、森隊長〈2代目〉）
- パーマン（アナウンサー、和尚 他）
- プラレス3四郎（男）
- ミームいろいろ夢の旅（マルコーニの父）
- みゆき

1984年
- アタッカーYOU!（坂下、アナウンサー）
- オヨネコぶーにゃん（ゆでたきみお）
- 巨神ゴーグ（Drウェイブ）
- 大自然の魔獣バギ（店長）
- 超力ロボ ガラット（1984年 - 1985年、ナレーター、オヒョウ）
- ふしぎなコアラブリンキー（手品師）

1985年
- おねがい!サミアどん
- オバケのQ太郎
- 機動戦士Ζガンダム（ジャマイカン・ダニンガン）
- ダーティペア（ラルフ レイ）
- 夢の星のボタンノーズ（竜）
- ルパン三世 PARTIII

1986年
- 愛少女ポリアンナ物語（パーキンス）
- 宇宙船サジタリウス（神父、ハル）
- プロゴルファー猿（理事）
- ロボタン

1987年
- Bugってハニー（カントク）

1988年
- 美味しんぼ（安部、石山）
- グリム名作劇場（重臣）
- 魁!!男塾（男爵ディーノ）
- シティーハンター2（ヒグマ）
- 小公子セディ（チェンバレン先生）
- 新グリム名作劇場（1988年 - 1989年、老人、蛙B、兵隊A、粉ひき）
- ついでにとんちんかん（ボンバー）

1989年
- 昆虫物語 みなしごハッチ（老臣(B)）
- ジャングルブック・少年モーグリ（1989年 - 1990年、カー）
- 聖闘士星矢（カーサ）
- チンプイ（1989年 - 1990年、演出家、ニンジンスキー）
- ドラゴンクエスト（1989年 - 1991年、ヤナック）
- ビリ犬なんでも商会（白山）
- ミスター味っ子（ウェッキーひとし）
- 笑ゥせぇるすまん（浦成平一）

1990年
- ちびまる子ちゃん（1990年 - 2021年、ナレーション〈初代〉、キートン山田、男の子の父親〈ノンクレジット〉） - 2シリーズ
- つる姫じゃ〜っ!（殿）
- 魔神英雄伝ワタル2（尾羅ノムガナ）

1991年
- おちゃめなふたご クレア学院物語（サリバン氏）
- キテレツ大百科（からくり料理人〈初代〉）
- それいけ!アンパンマン（1991年 - 1992年、カンテンマン、ふうせんガムキッド〈初代〉、ニンジンさん〈初代〉）
- ハイスクールミステリー学園七不思議（男、渡辺）

1992年
- あしたへフリーキック（ビヨルンド・マグヌセン）
- 風の中の少女 金髪のジェニー（サンディ）
- クレヨンしんちゃん（マックス赤石）
- チロリン村物語（ニンジン、タコチュー）
- 21エモン（オンド星人A）
- ボーイフレンド（可奈子の父）

1994年
- 赤ずきんチャチャ（ジーニアス）
- サイキンポンタ（サイトーサン）

1995年
- ぼのぼの（フェネックギツネくんのお父さん）

1998年
- MASTERキートン（ナレーション）

1999年
- デジモンアドベンチャー（バケモン牧師）

2000年
- 金田一少年の事件簿（藤田時継）
- 人造人間キカイダー THE ANIMATION（服部半平）

2001年
- パワーパフガールズ（マスターマインド）

2004年
- 魁!!クロマティ高校（ナレーション）

2005年
- 戦国英雄伝説 新釈 眞田十勇士 The Animation（石田治部少輔三成）

2008年
- のらみみ2（サー）

### 劇場アニメ
1970年代
- アリババと40匹の盗賊（1971年）
- 魔犬ライナー0011変身せよ!（1972年、富士観測所員）
- きかんしゃやえもん D51の大冒険（1974年、エントツ）
- グレートマジンガー対ゲッターロボ（1975年、ハヤト）
- グレートマジンガー対ゲッターロボG 空中大激突（1975年、神隼人）
- これがUFOだ!空飛ぶ円盤（1975年、ケネス・アーノルド、バーニー・ヒル）
- 宇宙円盤大戦争（1975年、研究所所員）
- グレンダイザー ゲッターロボG グレートマジンガー 決戦! 大海獣（1976年、神隼人）
- 長靴をはいた猫 80日間世界一周（1976年、レストラン主人）
- UFOロボ グレンダイザー対グレートマジンガー（1976年、林）
- 惑星ロボ ダンガードA対昆虫ロボット軍団（1977年、係員）
- 惑星ロボ ダンガードA 宇宙大海戦（1978年、ハーケン）

1980年代
- サイボーグ009 超銀河伝説（1980年、004 / ハインリヒ）
- 機動戦士ガンダムII 哀・戦士編（1981年、士官B）
- 機動戦士ガンダムIII めぐりあい宇宙篇（1982年、バンマス）
- 1000年女王（1982年、天文台 馬場所員）
- ドキュメント 太陽の牙ダグラム（1983年、技師）
- パーマン バードマンがやって来た!!（1983年、警察官）
- ドラえもん のび太の魔界大冒険（1984年、悪魔C）
- 忍者ハットリくん+パーマン 忍者怪獣ジッポウVSミラクル卵（1985年、アナウンサー）
- スーパーマリオブラザーズ ピーチ姫救出大作戦!（1986年、ハンマーブロス）
- ベルサイユのばら 生命あるかぎり愛して（アラン）

1990年代
- おじさん改造講座（1990年、沢村）
- ちびまる子ちゃん（1990年、ナレーション）
- ドラえもん のび太とアニマル惑星（1990年、チッポのパパ）
- ベルサイユのばら（1990年、アラン・ド・ソワソン）
- ちびまる子ちゃん わたしの好きな歌（1992年、ナレーション）
- 三国志 第一部・英雄たちの夜明け（1992年、荀彧）
- 銀河英雄伝説 新たなる戦いの序曲（1993年、アレックス・キャゼルヌ）
- 三国志 第二部・長江燃ゆ!（1993年、荀彧）
- Jリーグを100倍楽しく見る方法!!（1994年、加藤久）
- MEMORIES「大砲の街」（1995年、父親）
- はむこ参る!（1996年、横車押三）
- MARCO 母をたずねて三千里（1999年、メキーネス、執事）

2000年代
- こちら葛飾区亀有公園前派出所 THE MOVIE2 UFO襲来! トルネード大作戦!!（2003年、ラッキー田中）
- 機動戦士Ζガンダム A New Translation（2005年、ジャマイカン・ダニンガン） - 2部作

2010年代
- グスコーブドリの伝記（2012年、ペンネンナーム技師）
- ちびまる子ちゃん イタリアから来た少年（2015年、ナレーション）

### OVA
1980年代
- 軽井沢シンドローム（1985年、成瀬ダイ）
- くりいむレモン Part.4 POPCHASER（1985年、マスター）
- ダーティペアの大勝負 ノーランディアの謎（1985年、岸田博士）
- ホワッツマイケル（1985年）
- 夢次元ハンターファンドラ（1985年、店主）
- るんは風の中（1985年、数学の先生）
- 銀河英雄伝説（1988年、アレックス・キャゼルヌ）
- New Story of Aura Battler DUNBINE（1988年、フラオン・エルフ）

1990年代
- ポストの中の明日（1990年、市川弘の父）
- 夢枕獏 とわいらいと劇場 四畳半漂流記（1991年、中年男・ミカエル）
- 超時空要塞マクロスII -LOVERS AGAIN-（1992年、ディレクター）
- エイトマンAFTER（1993年、谷方位博士）
- キャシャーン（1993年、東博士）
- ザ・コクピット 鉄の竜騎兵（1993年、日本兵）
- 鉄腕バーディー（1996年、千川耕一郎）
- 銀河英雄伝説外伝 千億の星、千億の光（1998年、アレックス・キャゼルヌ）
- MASTERキートン（1998年、ナレーション、サム）
- 銀河英雄伝説外伝 螺旋迷宮（1999年、アレックス・キャゼルヌ）

2000年代
- ギターを持った少年 -キカイダーVSイナズマン-（2001年、服部半平）
- 仏教ものがたり（2006年、ナレーション）

### ゲーム
1991年
- 太平記（後醍醐天皇）

1993年
- サイボーグ009（004 / アルベルト・ハインリヒ）
- スタートリング・オデッセイ（ベルン・セルシアム）

1995年
- ちびまる子ちゃん まる子絵日記ワールド（ナレーション）

1996年
- 第4次スーパーロボット大戦S（神隼人）
- 新スーパーロボット大戦（神隼人、キラー将軍）
- ちびまる子ちゃん まる子デラックスクイズ（ナレーション）
- ぷよぷよCD通（パキスタ、ナレーション）

1997年
- スーパーロボット大戦F / F完結編（1997年 - 1998年、神隼人、浪花十三、ジャマイカン・ダニンガン） - 2作品

1998年
- 装甲騎兵ボトムズ ウド・クメン編（コニン）

1999年
- 機動戦士ガンダム ギレンの野望（ジャマイカン・ダニンガン）
- スーパーロボット大戦コンプリートボックス（神隼人、浪花十三）

2000年
- 機動戦士ガンダム ギレンの野望 ジオンの系譜（ジャマイカン・ダニンガン）
- スーパーロボット大戦α / α for Dreamcast（神隼人、浪花十三、ジャマイカン・ダニンガン） - 2作品

2001年
- スーパーロボット大戦α外伝（神隼人、浪花十三、ガレリィ長官、ジャマイカン・ダニンガン）

2002年
- SDガンダム GGENERATION（2002年 - 2007年、ジャマイカン・ダニンガン） - 2作品
- 機動戦士ガンダム ギレンの野望 ジオン独立戦争記（ジャマイカン・ダニンガン）
- スーパーロボット大戦IMPACT（神隼人、浪花十三、親衛隊長ジグラ）

2003年
- スーパーロボット大戦Scramble Commander（神隼人、浪花十三、ガレリィ長官）
- 第2次スーパーロボット大戦α（神隼人、サコン・ゲン、浪花十三、怪鳥将軍バーダラー、ガレリィ長官、アマソ、キラー将軍）

2004年
- 機動戦士ガンダム ガンダムvs.Ζガンダム（ジャマイカン・ダニンガン）
- スーパーロボット大戦MX / MX ポータブル（神隼人、親衛隊長ジグラ） - 2作品

2005年
- 第3次スーパーロボット大戦α 終焉の銀河へ（神隼人、サコン・ゲン、浪花十三、アマソ）

2007年
- ガンダム無双（ジャマイカン・ダニンガン）
- スーパーロボット大戦Scramble Commander the 2nd（神隼人、浪花十三）

2008年
- 機動戦士ガンダム ギレンの野望 アクシズの脅威（ジャマイカン・ダニンガン）
- スーパーロボット大戦A PORTABLE（神隼人、浪花十三）
- スーパーロボット大戦Z（神隼人、メサ長官、ジャマイカン・ダニンガン）

2009年
- ちびまる子ちゃんDS まるちゃんのまち（ナレーション）

2011年
- 第2次スーパーロボット大戦Z 破界篇（クダル・コニン）

2013年
- 聖闘士星矢 ブレイブ・ソルジャーズ（カーサ）

2015年
- ガールフレンド（仮）（悪贈り物男）
- 聖闘士星矢 ソルジャーズ・ソウル（カーサ）

2019年
- スーパーロボット大戦X-Ω（浪花十三）
- スーパーロボット大戦DD（浪花十三、アマソ）

2021年
- スーパーロボット大戦30（浪花十三）

### ドラマCD
- ゲッターロボVSゲッターロボG（神隼人）
- ここはグリーンウッド 〜FM特番「緑林お騒がせ!放送局」〜（編成局長）

### 吹き替え

#### 映画
- ギャラクシー・オブ・テラー/恐怖の惑星（レンジャー〈ロバート・イングランド〉）※TBS版・BD収録
- ゲッタウェイ ※フジテレビ版
- ゴーストバスターズ2（ヤノシュ・ポーハ博士〈ピーター・マクニコル〉）※機内上映版
- 殺人者たち
- ジャンクマン（ジャック）
- ジャイアント・スパイダー/大襲来（ビリー・ケスター）※フジテレビ版
- ジャイアンツ（ロバート・“ボブ”・デイス〈アール・ホリマン〉）※TBS版
- スター・ウォーズ エピソード6/ジェダイの帰還（クリックス・メイディン将軍〈ダーモット・クローリー〉）※日本テレビ版
- 弾丸特急ジェット・バス（クドース神父〈ルネ・オーベルジョノワ〉）
- チャイニーズ・ゴースト・ストーリー ※ソフト版
- 追憶（J・J〈ブラッドフォード・ディルマン〉）※日本テレビ版
- トラブル・ファミリー ぼくの○×絵日記（ナレーター / 大人のラルフ〈ジーン・シェパード〉）
- ビバリーヒルズ・コップ2（シドニー・バーンスタイン会計士〈ギルバート・ゴットフリード〉）※フジテレビ版
- プリティ・ブライド（フィッシャー〈ヘクター・エリゾンド〉）
- マンハッタン無宿（刑事、ホテルマン）※日本テレビ版
- マッドマックス/サンダードーム（ジェデダイア〈ブルース・スペンス〉）※フジテレビ版・BD収録

#### ドラマ
- 浮気なおしゃれミディ シーズン1・6話「燃焼！女が仕事に燃える時」（ボイド〈スティーヴン・トボロウスキー〉）
- エレメンタリー3 ホームズ&ワトソン in NY #9（ジェームス・“ジャック”・コノートン〈デイキン・マシューズ〉）
- 白バイ野郎ジョン&パンチ / 白バイ野郎パンチ&ボビー（アーティ〈ポール・リンク〉[92]）（「ジョン&パンチ」時代＝山田俊司名義、「パンチ&ボビー」時代＝キートン山田名義）

### 特撮
- 快傑ライオン丸（1972年、八郎太の仲間の声）
- SFドラマ 猿の軍団（1974年、ナレーター、中央戦闘隊長、ソルジー）
- がんばれ!!ロボコン（1974年、ロボトンの声〈初代〉、宇宙船のキャプテンの声）
- アクマイザー3（1975年、鉄面鬼の声、ハリスフィンクスの声、アグマー科学班兵士の声）

### 人形劇
- こどもにんぎょう劇場
  - 「ごんぎつね」（ナレーション）
  - 「このつぎなあに」（じじい）
  - 「銀のいずみ」（ナレーション）
- 笛吹童子（十兵衛）
- プリンプリン物語（漁師A、チンタム、水夫A、ジョン・ターカー、ドロベロ首相、ポンチョン、スーパゲッチ大統領）
- 地球防衛軍テラホークス（スチュー・ダブルス）
- マペット・ショー（ビーカー、ボー）

### オーディオブック
- 銀河英雄伝説 外伝 ユリアンのイゼルローン日記（アレックス・キャゼルヌ）

### ナレーション
- 夢工房！ディズニー・スタジオ（1992年9月27日、WOWOW）
- ゴールデンタイム（フジテレビ）
- 追跡!テレビの主役（テレビ東京）
- 愛の貧乏脱出大作戦（テレビ東京）
- オールスター赤面申告!ハプニング大賞（TBS系 ドラマパートナレーション）
- 風まかせ 新諸国漫遊記（フジテレビ系）
- クイズ$ミリオネア（フジテレビ系、『まるまるちびまる子ちゃん』出演者が挑戦した時のみのナレーション）
- 鶴太郎のギャグハラスメント（フジテレビ系）
- とくダネ!発 GO-ガイ!（フジテレビ系）
- テレビあっとランダム・徳光のTVコロンブス（テレビ東京系、六本木ギャルインタビューのナレーション）
- テレビ東京系の旅関連番組（『土曜スペシャル』内の『ローカル路線バス乗り継ぎの旅』など。なお、同番組ではレポーターとして顔出し出演したこともある）
- トリビアの泉 〜素晴らしきムダ知識〜（フジテレビ系、『ちびまる子ちゃん』の声優のTARAKOはタラコを食べてお腹を壊し入院したことがある）
- ふしぎだいすき（NHK教育テレビ）
- ルックルックこんにちは（日本テレビ系、1996年)
- モテケン（テレビ東京ほか）
- ○ごとワイド（静岡第一テレビ、自身の冠コーナー・キートンの名店のナレーション）
- 大!天才てれびくん（NHK教育テレビ）大天才テレビジョン・アニメ制作部
- 有田とマツコと男と女（TBS系、スペシャル放送のみ）
- オモクリ監督 〜O-Creator's TV show〜（フジテレビ系）
- 極上!旅のススメ（テレビ朝日系）
- みんなの疑問 ニュースなぜ太郎（テレビ朝日系）
- ビートたけしのTVタックル（テレビ朝日系）
- 巨泉の使えない英語（朝日放送制作・テレビ朝日系）
- あなたのフツーは大丈夫!?激突ハッピーチェック（テレビ朝日系）
- ローカル単線でめぐる旬旅（BSフジ）
- なかなか行けないニッポンの秘境!スター野宿旅!!（テレビ朝日）
- ポツンと一軒家（朝日放送制作・テレビ朝日系）
- 北海道 冒険温泉!〜太川陽介・スギちゃん・NORDが大自然体感!〜（2020年9月22日、テレビ北海道制作・テレビ東京系）
- ご当地をめぐる!にっぽん旬旅 秋の高山本線（2020年11月28日、BSフジ）

### テレビドラマ
- 太陽にほえろ![注 2]
  - 第517話「落書き」（1982年） - 城南署刑事
  - 第564話「夏の別れ」（1983年） - 喫茶店店員
- 梅ちゃん先生（第96回、134回　写真館の主人役）
- 捜し屋★諸星光介が走る!7（青木晴夫役）
- ちびまる子ちゃんスペシャルドラマ（ナレーション）
- まるまるちびまる子ちゃんドラマ部分（ナレーション）
- 動物のお医者さん（ナレーション）
- 火曜サスペンス劇場 五周年記念作品(3)誰かが見ている （アナウンサー）[注 2]
- ヒモメン（2018年） ‐ ナレーション

### テレビ番組
- ことばのくに（NHK）
- NHK理科教室小学1年生『なんなんなあに』（ドントのおじさん）
- 田舎に泊まろう!（テレビ東京）
- ○ごとワイド（静岡第一テレビ）（コーナーナレーション　キートンの名店）2013年4月1日 -[93]
  - 『○ごとワイド キートンの名店』 - コーナーをグルメ本として書籍化（インプレスコミュニケーション 、ISBN 9784844376057）

### 映画
- Jリーグを100倍楽しく見る方法!!（加藤久）
- 神☆ヴォイス（審査員）
- ローカル路線バス乗り継ぎの旅 THE MOVIE（ナレーション）
- 家族はつらいよ（予告編ナレーター）

### CM
※注記がないCMはすべてテレビCMのナレーション。企業広告のキャッチフレーズは二重カギカッコで表記した。
- NTT「東京03地域 新番号告知」[注 3]（1990年）
- 江崎グリコ「キスミントガム」（1990年）
- SONY「ファミリースタジオ」[注 4]（1991年）
- 立川ブラインド工業「シルキー」（1990年代、シルキーちゃんの気持ちいいお部屋編）
- 花王「エコナ」
- 弥生 (ソフトウェア)「弥生会計」
- ヤマト運輸「クロネコヤマトの宅急便」（1993年、わがままメス猫編）
- 日本たばこ産業『あなたが気づけばマナーは変わる』
- 時代劇専門チャンネル（※番組宣伝）
- 全国銀行協会（※ラジオCM）
- 大分みらい信用金庫 金庫名変更『よい子の未来は、よい未来』（※ラジオCMも担当）
- ケーズデンキ『みんな大好きケーズデンキ』（2015年4月 - 2021年3月）
- 明治乳業「キャップ付き 明治おいしい牛乳」（西日本・北海道エリア、2017年）
- ダイハツ ミラトコット（2018年、「勘違い」編）[94]

ほか

### その他コンテンツ
- レトロテーマパーク『台場一丁目商店街』（縁日の声）
- 経済産業省・JNSA『これだけは知っておきたい! インターネット安全教室』（おじいちゃま）
- 朝日ソノラマ ソノシート・仮面ライダー「恐怖のくも男」（仮面ライダー1号・本郷猛）
- 朝日ソノラマ ソノシート・ イナズマン（パイロットの声）
- 万創のテレビアイドルえほん・ソノシート「ウルトラマンA・ヤプール人のしんりゃく」（北斗星司）
- 北海道銀行金融商品『rapid』
- トーホウリゾート
- 東京REMIX族（J-WAVE）（コーナーナレーション）

### 歌
- えかきうたムーミン

作詞：丘灯至夫 歌：山田俊司、増山江威子、はせさん治、北川国彦、野村道子

## 作品

### シングルCD
- まっすぐの煙（2003年10月25日）
- 羊の数だけ抱きしめて（2009年7月15日）羊の数を数えるCD